# کومینیاگو
کومینیاگو (به ایتالیایی: Comignago) یک کومونه در ایتالیا است که در استان نووارا واقع شده‌است.

## خصوصیات
کومینیاگو ۴٫۴ کیلومترمربع مساحت و ۱٬۲۲۸ نفر جمعیت دارد و ۲۶۸ متر بالاتر از سطح دریا واقع شده‌است.